# Anyi
Anyi är ett härad som lyder under Nanchangs stad på prefekturnivå i Jiangxi-provinsen i östra Kina.